# Palmoconcha krausae
Palmoconcha krausae är en kräftdjursart som beskrevs av Brouwers 1993. Palmoconcha krausae ingår i släktet Palmoconcha och familjen Loxoconchidae. Inga underarter finns listade i Catalogue of Life.